# Filiz Osmanodja
Filiz Osmanodja (* 7. März 1996 in Dresden) ist eine deutsche Schachspielerin. 

## Leben
Von ihrem Vater erlernte sie im Alter von fünf Jahren das Schachspiel und begann gemeinsam mit ihrem Bruder Bilgin im Verein USV TU Dresden zu spielen. Osmanodja war gemeinsam mit Rasmus Svane, Matthias Blübaum, Dennis Wagner, Alexander Donchenko und Hanna Marie Klek Mitglied der Prinzengruppe, welche als deutsche Nachwuchstalente vom Bundestrainer GM Dorian Rogozenco betreut wurden. 2013 machte sie ihr Abitur am Sportgymnasium Dresden. 2014 zog sie nach Berlin, um dort ihr Studium der Humanmedizin an der Charité zu beginnen.
Osmanodja spielte 2020 mit ihren Händen ein Double für die Hände der Protagonistin in der Netflix-Serie The Queen’s Gambit (Das Damengambit). Sie gab kurz darauf das Wettkampfschach auf und begann nach Abschluss ihres Medizinstudiums eine Tätigkeit als Ärztin.

## Erfolge
Osmanodja trägt seit 2013 den Titel einer Internationalen Meisterin der Frauen (WIM). Die erforderlichen Normen erfüllte sie alle 2012: im Mai beim Chess Ladies Vienna in Wien, im Juli beim Czech Open in Pardubice und im Dezember beim 2. Erfurter Frauen-Großmeisterturnier. 2008 wurde sie Jugendvizeweltmeisterin in Vũng Tàu (Vietnam) in der Altersklasse U12 weiblich und 2014 erneut Jugendvizeweltmeisterin der Altersklasse U18 weiblich in Durban (Südafrika). Im Februar 2020 wurde Osmanodja zur Großmeisterin der Frauen (WGM) ernannt, die erforderlichen Normen erfüllte sie bei der Internationalen deutschen Juniorenmeisterschaft 2015 in Ströbeck, bei der Europameisterschaft der Frauen 2018 in Vysoké Tatry und beim Staufer-Open 2020 in Schwäbisch Gmünd.
Weitere internationale Erfolge errang sie als zweimalige Jugendvizeeuropameisterin der Mädchen bei den Jugendeuropameisterschaften 2008 in Herceg Novi (Montenegro) in der Altersklasse U12 und 2009 in Fermo (Italien) in der Altersklasse U14. Überdies ist sie sechsmalige deutsche Mädchenmeisterin der Jahre 2004, 2005, 2006 (jeweils U10), 2008 (U12), 2010 (U14), und 2012 (U16). In den Jahren 2006 und 2008 konnte sie dabei erstmals in der Geschichte der deutschen Jugendeinzelmeisterschaften als Mädchen nicht nur die Mädchenwertung der U10 beziehungsweise U12, sondern auch das Gesamtturnier ihrer Altersklasse gewinnen.

## Mannschaftsschach
An der Schacholympiade 2008 nahm Filiz Osmanodja als Reservespielerin der dritten deutschen Frauenmannschaft teil. Außerdem spielte sie bei drei (2011, 2013 und 2014) Mitropacups der Frauen, bei denen sie mit der Mannschaft jeweils den zweiten Platz erreichte sowie zweimal (2013 und 2014) die Einzelwertung am zweiten Brett gewann, sowie bei der Mannschaftseuropameisterschaft der Frauen 2015.
Beim USV TU Dresden spielt Osmanodja überwiegend in der zweiten Mannschaft, sie kam allerdings auch schon in der ersten Mannschaft zum Einsatz, unter anderem in den Saisons 2008/09 und 2016/17 je einmal in der 1. Bundesliga. Von 2007 bis 2009 spielte sie mit Dresden außerdem in der Frauenbundesliga. Seit der Saison 2015/16 ist Osmanodja in der Frauenbundesliga als Gastspielerin für verschiedene Vereine aktiv; sie spielte zunächst für die SF 1891 Friedberg, in der Saison 2016/17 für den SC Bad Königshofen und tritt seit der Saison 2017/18 für den Hamburger SK an. In der französischen Mannschaftsmeisterschaft der Frauen spielte sie 2017 für den Club d'Echecs de Sautron.